# История на императорите
История на императорите (на латински: Historia Augusta) или Писатели на историята на императорите (на латински: Scriptores Historiae Augustae) е име на сборник с тридесет биографии на римските императори и претенденти за престола от Адриан (117 – 138) до Карин (283 – 285), съставен на латински език през 4 век. Някои от биографиите са с посвещения на Диоклециан и Константин, затова като по-точна дата на създаването на текстовете може да се смята времето на управление на тези двама императори.

## Автори
В сборника биографиите са приписани на шестима автори:
- Елий Спартиан (лат. Aelius Spartianus)
- Юлий Капитолин (лат. Iulius Capitolinus)
- Вулкаций Галикан (лат. Vulcatius Gallicanus)
- Елий Лампридий (лат. Aelius Lampridius)
- Требелий Полион (лат. Trebellius Pollio)
- Флавий Вописк от Сиракуза (лат. Flavius Vopiscus Syracusanus).

Някои съвременни изследователи смятат, че имената са фиктивни и целият сборник е дело на един и същи човек.